# نعمة إلهية (قصة قصيرة)
نعمة إلهية (بالإنجليزية: Grace)‏ قصة قصيرة من تأليف الكاتب الأيرلندي جيمس جويس. كتب جيمس جويس القصة في نهاية عام 1905، ونُشِرت للمرة الأولى في عام 1914 مُضمَّنة في مجموعة جويس القصصية «ناس من دبلن» (Dubliners).

## القصة
تبدأ القصة برجل غير واعٍ يسقط من سلالم إحدى الحانات، جراء الشرب الكثيف، فيجده صديقه ويحمله إلى زوجته، ونعلم بعد ذلك أنَّه «توم كيرنان» وصديقه هو السيد «باور». كيرنان يعمل في مجال المبيعات، وكان في وقت مضى رجلاً مُهذباً وذكياً، وذلك قبل أن يُدمِن على الكحول. بسبب إصابة قوية في لسانه تعرَّض لها أثناء سقوطه يضطرُّ كيرنان إلى البقاء في السرير، وفي هذه الفترة يتفق اصدقاؤه باور وماكوي وكونينغهام على ضرورة إقناعه أن يخضع للعلاج من إدمان الكحوليات، ويستقرُّ الثلاثة على الدين كعامل لدفعه إلى التخلِّي عن الإدمان، يقترح عليه اصدقاؤه حضور الكنيسة للاستماع إلى المواعظ الدينية، ويحدثونه عن الدين بسطحية، وفي حديثهم عدة أخطاء عن الإيمان والكنيسة يُظهِر عدم اهتمامهم الحقيقي بالدين، لا يظهر كيرنان ردة فعل على الاقتراح، ولكنَّه يوافق لاحقاً. تنتقل القصة إلى داخل الكنيسة، حيث يلقي أحد رفاق كيرنان نكتة لا يضحك عليها البقيَّة، ثُمَّ يظهر القسيس ويلقي موعظته. وتنتهي القصة بالقسيس يقول: «حسن، لقد راجعت حسابي، ووجدت هنا خطأ وهناك خطأ، ولكن بنعمة الله، سأُصحِّح هذا وذاك، سأقوم حساباتي».
في رواية «عوليس» يظهر كيرنان وهو لا يزال يعاني من إدمان الكحوليات، ما يعني أنَّ أصدقاءه فشلوا في كبح إدمانه. ويلاحظ بعض النقاد أن جويس حاول في هذه القصة تقليد أسلوب دانتي أليغيري في «الكوميديا الإلهية».